# Liever dood dan rood
Liever dood dan rood is anticommunistische uitspraak uit de tijd de Koude Oorlog, die vooral in de Verenigde Staten populair was.
De uitspraak was in Nederland al vanaf het begin van de 20e eeuw bekend, namelijk als een antisocialistische leus die veelvuldig werd gebruikt in verkiezingscampagnes en in politieke propaganda. Dat gebeurde met name in katholieke kring.
Na 1941 kwam een soortgelijke in Duitsland op. De Duitse slogan “Lieber tot als rot” was vermoedelijk bedacht door Joseph Goebbels, de Minister van Propaganda in nazi-Duitsland. Hij werd net als de leus "Liever dood dan slaaf" aan het einde van de Tweede Wereldoorlog gebruikt om het Duitse leger en bevolking te motiveren om tot het bittere einde tegen de Sovjet-Unie te blijven vechten. Goebbels nam de uitspraak ter harte door zelfmoord te plegen voor zijn arrestatie door het Rode Leger.
De slogan werd in de jaren ‘50 opnieuw gebruikt door de conservatieve politici in de Verenigde Staten om hun afkeer uit te drukken van vermeende sympathieën voor het communisme. Dit leidde onder leiding van senator Joseph McCarthy tot een heksenjacht op politieke tegenstanders. In Duitsland gebruikte bondskanselier Konrad Adenauer eveneens de oude slogan "Lieber tot als rot". 
De tegenslogan “Beter rood dan dood” werd later ook gebruikt, deze wordt toegeschreven aan Bertrand Russell als strijdkreet tegen kernwapens.